# وليام في إس ثورن
وليام في إس ثورن (بالإنجليزية: William V.S. Thorne)‏ هو لاعب كرة مضرب أمريكي سابق بدأ مسيرته كمحترف سنة 1882، وصل نهائي بطولة أمريكا المفتوحة للتنس سنة 1884. اعتزل اللعب في 1888.

## النهائيات
| السنة | البطولة                     | المنافس في النهائي | النتيجة في النهائي |
| 1884  | بطولة أمريكا المفتوحة للتنس | هوارد تايلور (تنس) | 4–6, 6–4, 1–6, 4–6 |